# Vessjön
Vessjön är en sjö i Emmaboda kommun i Småland och ingår i Lyckebyåns huvudavrinningsområde.